# Sergio Esteban Vélez
Sergio Esteban Vélez Peláez (Medellín, 15 de septiembre de 1983) es un escritor, profesor y periodista colombiano.  Ganó el Premio Nacional de Periodismo Simón Bolívar 2010, el Premio Internacional de Periodismo José María Heredia 2010 (Premio Internacional de Periodismo José María Heredia 2010))  y el Premio Cipa a la Excelencia Periodística 2012 (Premio Cipa). La poeta Olga Elena Mattei dice que Vélez representa el aspecto andino de la poesía colombiana contemporánea. Vélez es Comunicadora de la Universidad de Antioquia, Colombia. 
Nacido en Medellín, estudió Derecho y Ciencias Políticas en la Universidad Pontificia Bolivariana y estudió Lenguas Modernas en la Universidad de Sherbrooke.. Colabora como columnista semanal en el diario El Mundo. Fue el creador de la Academia Antioqueña de Letras, con Octavio Arizmendi Posada, exministro de Educación de Colombia.
En 2002 Sergio Esteban Vélez fue nombrado Director Cultural del Colegio Altos Estudios de Quirama.